# DRAM

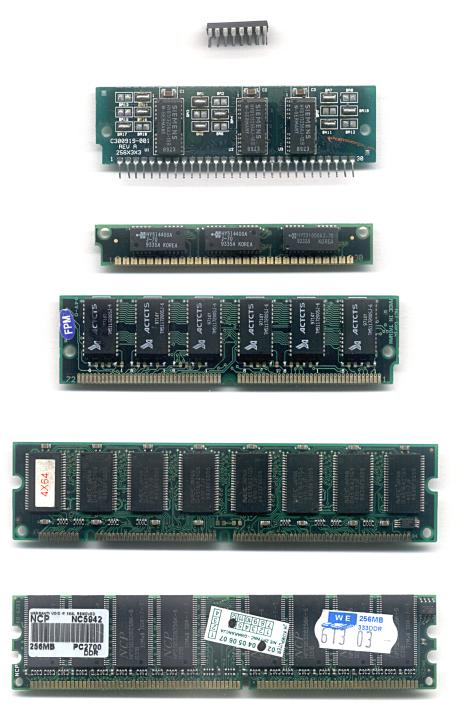
Különböző DRAM típusok

A DRAM a dinamikus RAM, Dynamic Random Access Memory rövidítése. 

## Működése
Felépítése egyszerű, azonban ez okozza legnagyobb hátrányát is. Egy DRAM cella 1 tranzisztorból, és 1 kondenzátorból áll (1T1C). A bit értékét a kondenzátor töltöttségi szintje tárolja, mely rövid idő után elveszti töltését, és az így tárolt információt is. Azért, hogy ez ne következzen be, a memóriákat a gyártó által megadott időközönként frissíteni kell (tipikusan néhányszor 10 ms-onként). Ez természetesen időt vesz igénybe, ami alatt a memóriát nem lehet sem írni, sem olvasni. Egyes DRAM típusok a frissítést elrejtik egy olvasási ciklusba. Így ugyan a ciklus hosszabb lesz egy kissé, azonban ez rövidebb, mint ha megvárnánk a frissítést.
A DRAM cella olvasásakor a bitvezetéket félig előtöltjük, és a szóvezetékre adott 1-es logikai érték hatására a tranzisztor zár. Ekkor a bitvezetéken érzékelhető feszültségváltozás jelzi a tárolt bit értékét. Az olvasás során a kondenzátor töltöttségi szintje megváltozik, tehát minden olvasás után vissza kell írni az adatot.
A DRAM lassabban írható/olvasható, mint az SRAM, a kondenzátor lassú működésének köszönhetően, de nagyobb adatsűrűség érhető el vele, ezért a DRAM tipikusan rendszermemória, az SRAM pedig cache memória szerepét tölti be a számítógépben.

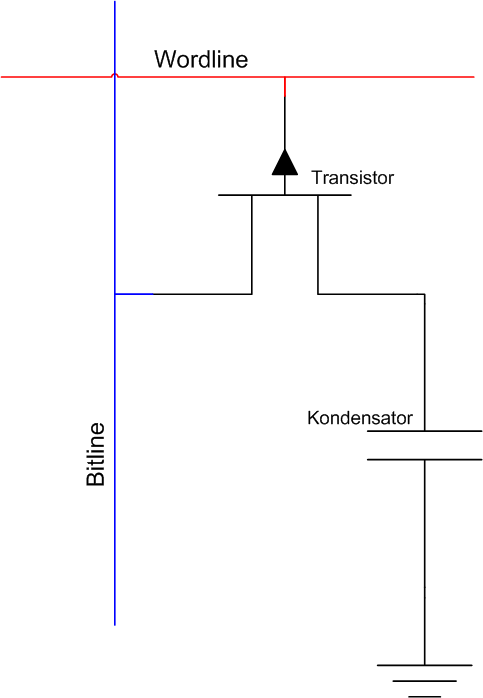
Egy DRAM cella felépítése